# Atayal
Pour l’article homonyme, voir Atayal (langue).

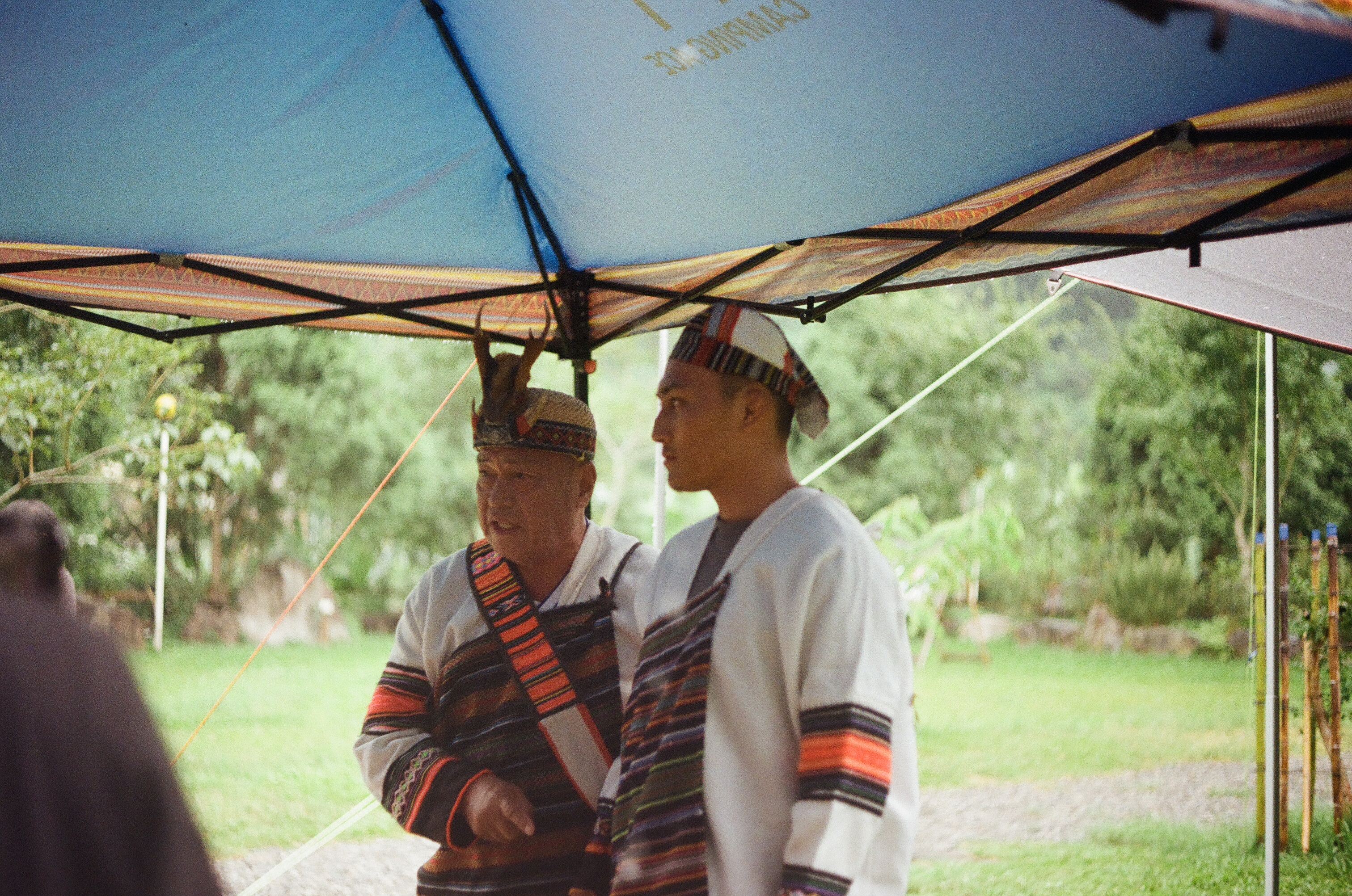

Le peuple atayal (chinois : 泰雅) est l’un des peuples aborigènes de Taïwan officiellement reconnus par la République de Chine. Les Atayals parlent des langues du sous-groupe formosan des langues austronésiennes. Les Atayals sont près de 90 000 personnes[Quand ?] et peuvent se subdiviser en deux sous-groupes linguistiques divisés eux-mêmes en plusieurs sous-groupes. Les deux principaux groupes linguistiques sont le seediq et l’atayal stricto sensu.
Le seediq se divise lui-même en trois dialectes (le paran, le taroko et le tduya) alors que l’atayal peut être divisé en deux dialectes majeurs (le sqoleq et le tso’le).
Le groupe des Trukus, dernièrement reconnu[Quand ?] comme douzième groupe, est apparenté aux Atayals (plus précisément aux Seedeqs) mais ils ont tout de même été reconnus comme groupe indépendant.

## Culture

### Structure sociale
Traditionnellement, la société atayale est une société patrilinéaire monogame. Les relations sexuelles avant le mariage sont interdites ainsi que les relations sexuelles avec des proches parents jusqu’à un certain degré de parenté. Les jeunes sont libres de choisir leur partenaire, mais le consentement des deux familles est obligatoire pour que le mariage ait lieu. C’est au jeune homme qu’il incombe d’aller demander la main de la jeune fille à la famille de celle-ci, et de la convaincre de l’accepter. Après le mariage. l’homme doit quitter la maison familiale.
Les défunts étaient enterrés à l’intérieur de l’habitation, mais cette pratique fut interdite par les Japonais après l’occupation de l’île en 1913 et depuis lors, l’enterrement se fait en dehors de la maison.
Il n’y avait pas de chef de village chez les Atayals : un chef était élu lorsque la nécessité s’en faisait sentir, que ce soit pour des raisons culturelles ou conflictuelles…
Lors de la colonisation japonaise, les Japonais déterminèrent un chef de village afin de plus facilement contrôler la population en ayant un interlocuteur direct. Ce système est par la suite devenu héréditaire.

### Tatouages

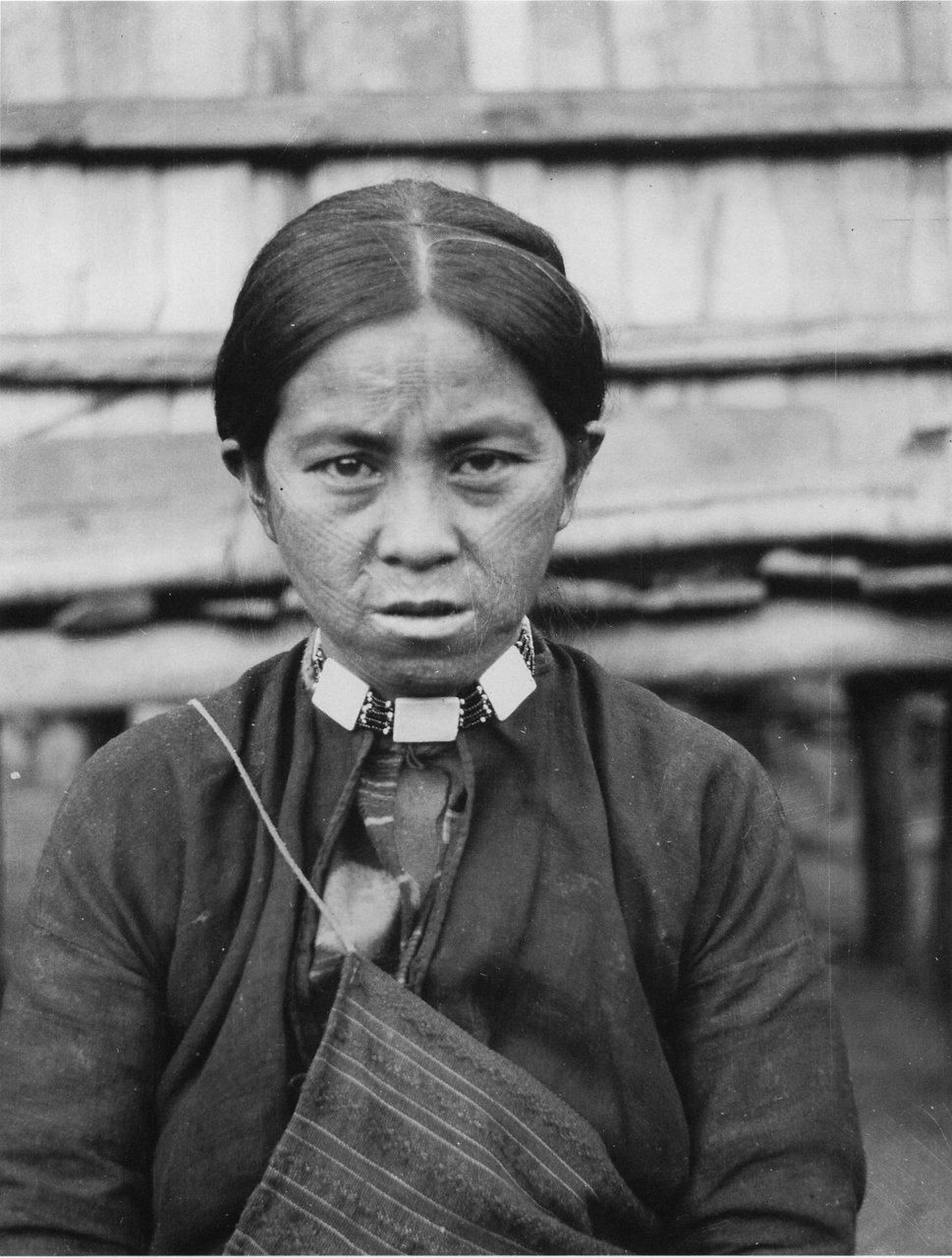
Femme Atayal – période de l’occupation japonaise.

Les premiers tatouages se faisaient vers l’âge de 5 ans et les suivants vers l’âge de 15 ans lorsque les jeunes gens arrivaient à l’âge adulte.
Les tatouages faciaux étaient très importants dans la culture des Atayals, car c’était un rite de passage vers l’age adulte. Les jeunes gens devaient se soumettre à des tests afin de pouvoir se faire tatouer le visage et ainsi montrer qu’ils étaient devenus adultes. On demandait aux femmes d’être capables de tisser et aux hommes d’avoir été capable de couper la tête d’un ennemi.[pas clair]
Les tatouages pouvaient symboliser la bravoure ou servaient à se différencier des autres tribus. Certains tatouages étaient différents selon les groupes. 
Les hommes comme les femmes ne pouvaient se marier que lorsqu’ils étaient tatoués. Ces mêmes tatouages devaient leur permettre de rejoindre leurs ancêtres après leur mort. 
Les croyances voulaient que les personnes qui se faisaient tatouer devaient être pures sous peine de voir leur tatouage s’infecter. Les relations sexuelles avant le mariage étaient interdites. 
Mais il existait aussi des tatouages sur le corps ou les jambes qui renvoyaient à des mérites obtenus à la chasse, au combat…
Cette coutume fut interdite en 1913 sous l’occupation japonaise et de nos jours, seulement quelques personnes âgées qui vécurent sous l’occupation japonaise portent encore des tatouages faciaux. L’interdiction des tatouages faciaux permettait aux Japonais d’avoir un certain contrôle sur la société atayale, niant par là une partie de leur culture. Elle permettait de constater avec plus de fiabilité quels villages étaient réellement sous le contrôle effectif japonais, et à quel niveau. Il était notamment interdit aux jeunes de fréquenter l’école s’ils étaient tatoués.
La coutume liée au tatouage changea peu à peu sous l’occupation japonaise. Les tests furent plus ou moins abandonnés, mais les jeunes gens continuaient à être tatoués. Les tatouages étant interdits, certaines familles faisaient tatouer leurs enfants en cachette pour perpétuer la tradition. Toutes les coutumes liées au tatouage facial furent dénaturées et cette coutume finit par disparaître pendant la première moitié du XXe siècle.

### Légendes

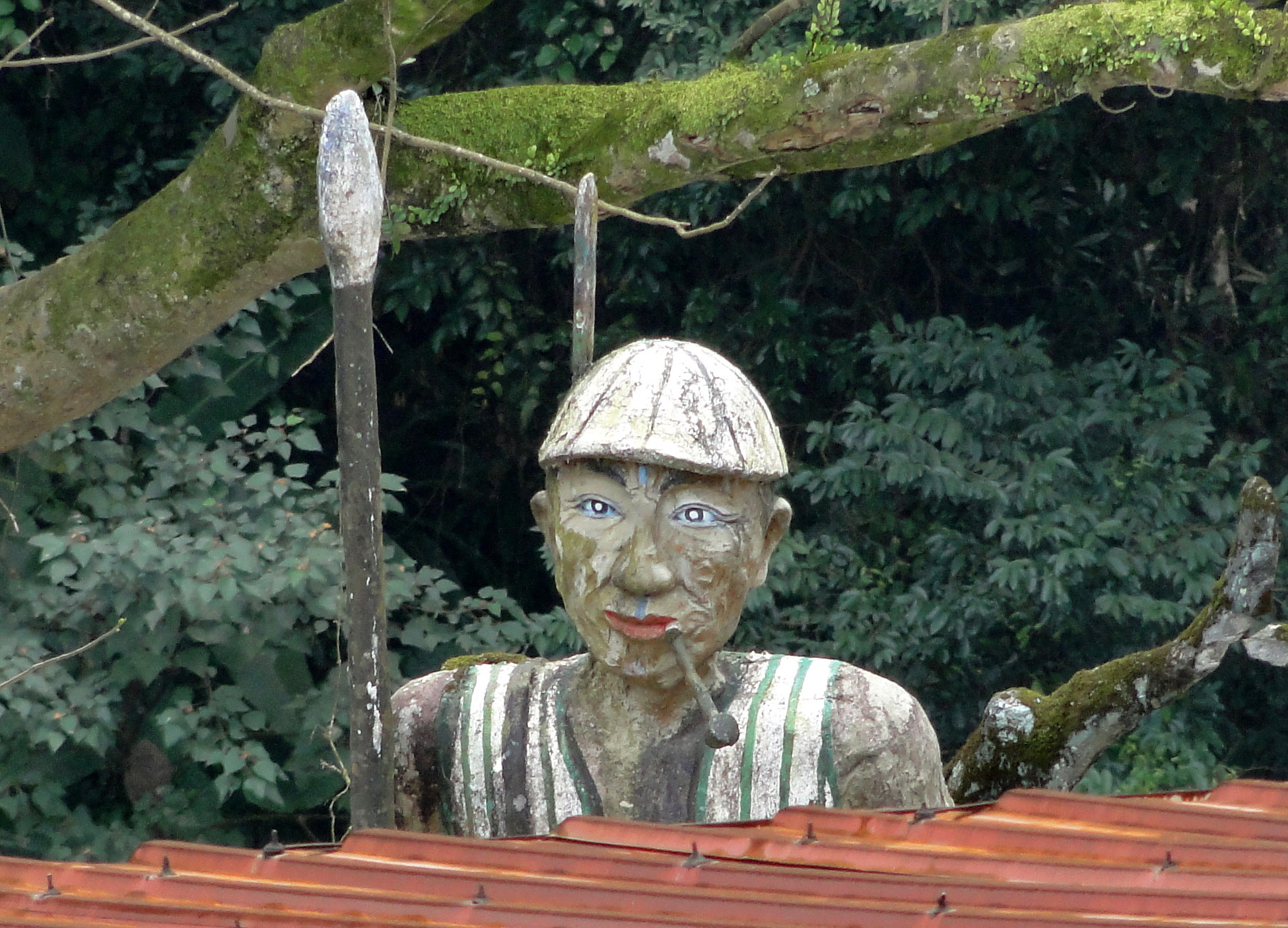
Sculpture atayale à Wulai.

#### L'origine des Atayals et des tatouages
Autrefois, un rocher se brisa et donna naissance à un garçon et une fille. La fille voulait se marier avec son frère, mais son frère ne voulait pas. La jeune fille eut alors une idée et dit à son frère : « Demain il y aura une femme qui t’attendra en bas de la colline et elle sera ta femme. » Le jeune homme trouva effectivement cette femme qui, en réalité, était sa sœur qui s’était noirci le visage avec de la cendre afin de tromper son frère. Croyant réellement que c’était une autre femme, le jeune homme l’épousa et c’est ainsi que les hommes commencèrent à se propager.

#### La légende des deux soleils
Jadis, il y avait deux soleils dans le ciel dont l’un était plus gros que le soleil de nos jours. Le temps était chaud et sec, les rivières étaient à sec et les récoltes ne pouvaient pousser. Ces deux soleils étaient en permanence dans le ciel et, par conséquent, il n’y avait ni jour ni nuit. Les gens souffraient énormément et un jour, les Atayals se réunirent pour essayer de trouver une solution et décidèrent de tuer l’un des deux soleils. Trois guerriers se portèrent volontaires et partirent en portant chacun un bébé sur leur dos.
Le chemin vers les soleils était long, très long. Les années passant, les trois guerriers vieillirent et les bébés grandirent. Les trois guerriers finirent par mourir de vieillesse les uns après les autres et les trois bébés, devenus grands, continuèrent en direction des soleils. Un jour ils arrivèrent à l’endroit où se trouvaient ces soleils et ils décidèrent de tuer un soleil avec leurs flèches. Ils tirèrent sur l’un des soleils qui, mortellement atteint, se mit à saigner d’un sang bouillant. Une partie du sang tomba sur la tête d’un des trois jeunes hommes qui mourut et les deux autres, blessés par des éclaboussures, prirent la fuite.
Les deux jeunes hommes prirent le chemin du retour. Lorsqu’ils arrivèrent enfin au village d’où ils étaient nés, ils étaient devenus vieux. Depuis ce jour, il n’y eut plus qu’un seul soleil dans le ciel et on put distinguer le jour de la nuit. La lune que l’on peut voir de nos jours est le reste du soleil qui fut abattu jadis par les braves guerriers.